# 蓬库语
蓬库语(pʰɔŋ33 ku55 bɔ11)是老挝北部丰沙里省一种彝语。大卫·布拉德利 (2007)给出的内名是pʰɔŋ33 ku55。
蓬库语分布在老挝丰沙里省本代县Phongku Long(Kingsada 1999)。另一种被称为pʰɔŋ33 ku55或Phu-Lawa的与蓬库语关系密切的语言分布在本代县Phongkulong村(Shintani 2001)。